# Nadeș
Pour la commune en France, voir Nades.
Nadeș (Szásznádas en hongrois, Nadesch en allemand, Sächsich-Nadesch en dialecte saxon) est une commune roumaine du județ de Mureș, dans la région historique de Transylvanie et dans la région de développement du Centre.

## Géographie
La commune de Nadeș est située dans le sud-est du județ, dans les collines de la Târnava Mică et sur le Plateau de Târnava, à 19 km au nord de Sighișoara et à 36 km au sud-est de Târgu Mureș, le chef-lieu du județ.
La municipalité est composée des quatre villages suivants (population en 2002) :
- Măgharuș (148) ;
- Nadeș (1 228), siège de la municipalité ;
- Pipea (99) ;
- Țigmandru (931).

## Histoire
La première mention écrite du village date de 1301 sous le nom de Terra Nadas. Le village a été fondé par des colons saxons.
La commune de Nadeș a appartenu au royaume de Hongrie, puis à l'empire d'Autriche et à l'Empire austro-hongrois.
En 1876, lors de la réorganisation administrative de la Transylvanie, elle a été rattachée au comitat de Kis-Küküllő dont le chef-lieu était la ville de Târnăveni.
La commune de Nadeș a rejoint la Roumanie en 1920, au Traité de Trianon, lors de la désagrégation de l'Autriche-Hongrie. Après le Deuxième arbitrage de Vienne, elle a été occupée par la Hongrie de 1940 à 1944, période durant laquelle la petite communauté juive fut exterminée par les Nazis. Elle est redevenue roumaine en 1945. À cette époque, de nombreux habitants d'origine germanique furent déportés en URSS.

## Politique
| Parti | Parti                                      | Sièges |
| ----- | ------------------------------------------ | ------ |
|       | Parti national libéral (PNL)               | 5      |
|       | Parti social-démocrate (PSD)               | 3      |
|       | Alliance des libéraux et démocrates (ALDE) | 2      |
|       | Union démocrate magyare de Roumanie (UDMR) | 1      |

## Religions
En 2002, la composition religieuse de la commune était la suivante :
- Chrétiens orthodoxes, 77,51 % ;
- Unitariens, 9,76 % ;
- Catholiques romains, 5,19 % ;
- Réformés, 2,36 % ;
- Adventistes du septième jour, 2,07 %.

## Démographie
La commune a la particularité d'avoir compté une majorité de population d'origine germanique jusqu'à la Seconde Guerre mondiale (2 429 Allemands en 1941). Ceux-ci, après les déportations de 1945, n'étaient plus que 1 354 en 1954. Ils ont ensuite émigré vers l'Allemagne, et leur communauté comptait encore 1 078 personnes en 1977, mais seulement 105 en 1992.
En 1910, la commune comptait 679 Roumains (19,28 %), 530 Hongrois (15,05 %) et 2 180 Allemands (61,90 %).
En 1930, on recensait 617 Roumains (16,94 %), 486 Hongrois (13,34 %), 2 290 Allemands (62,86 %), 21 Juifs (0,58 %) et 226 Tsiganes (6,20 %).
En 2002, 1 416 Roumains (58,85 %) côtoient 573 Hongrois (23,81 %), 43 Allemands (1,78 %) et 374 Tsiganes (15,54 %).
| 1850  | 1880  | 1900  | 1910  | 1930  | 1956  | 1977  | 1992  | 2002  |
| ----- | ----- | ----- | ----- | ----- | ----- | ----- | ----- | ----- |
| 2 917 | 3 081 | 3 402 | 3 522 | 3 643 | 3 488 | 2 997 | 2 238 | 2 406 |

| 2007  | - | - | - | - | - | - | - | - |
| ----- | - | - | - | - | - | - | - | - |
| 2 504 | - | - | - | - | - | - | - | - |

## Économie
L'économie de la commune repose sur l'agriculture, l'élevage ainsi que sur l'extraction de gaz méthane.

## Communications

### Routes
Nadeș est située sur la route nationale DN13 (Route européenne 60) Târgu Mureș-Sighișoara.

## Lieux et monuments
- Nadeș, église du XVIe siècle avec son mur d'enceinte.